# Коротконогие чесночницы
Коротконогие чесночницы (лат. Brachytarsophrys) — род бесхвостых земноводных (Anura) семейства рогатых чесночниц.

## Список видов
- Коротконогая чесночница Brachytarsophrys carinensis (Boulenger, 1889)
- Brachytarsophrys chuannanensis Fei, Ye et Huang In Fei et Ye, 2001
- Пронзительная чесночница Brachytarsophrys feae (Boulenger, 1887)
- Бронзовая чесночница Brachytarsophrys intermedia (Smith, 1921)
- Brachytarsophrys platyparietus Rao et Yang, 1997.